# Budschum
Budschum (kirgisisch Бужум) ist ein Dorf in Kirgisistan mit – Stand 2021 – 11.485 Einwohnern.

## Geographie
Das Dorf liegt im Rajon Batken des Oblus Batken. Es ist der Landgemeinde Kara-Bulak untergeordnet. Budschum liegt etwas (6 km) südlich der Gebietshauptstadt Batken.

## Bevölkerung
| Jahr | Einwohner |
| ---- | --------- |
| 1999 | 6734      |
| 2002 | 6385      |
| 2009 | 7416      |
| 2021 | 11.485    |
| 2022 | 10.479    |